# Storhäran (ö i Sotunga)
För andra betydelser, se Storhäran.
Storhäran är ett skär i Åland (Finland). Det ligger i Skärgårdshavet och i kommunen Sottunga i landskapet Åland, i den sydvästra delen av landet. Ön ligger omkring 36 kilometer öster om Mariehamn och omkring 240 kilometer väster om Helsingfors.
Öns area är 3,3 hektar och dess största längd är 260 meter i nord-sydlig riktning. Trakten är glest befolkad. Närmaste större samhälle är Vårdö, 10,5 km nordväst om Storhäran.